# Rakousko na Zimních olympijských hrách 1988
Rakousko na Zimních olympijských hrách 1988 v Calgary reprezentovalo 81 sportovců, z toho 66 mužů a 15 žen. Nejmladším účastníkem byl Heinz Kuttin (17 let, 40 dní), nejstarším pak Peter Kienast (38 let, 334 dní). Reprezentanti vybojovali 10 medailí, z toho 3 zlaté 5 stříbrných a 2 bronzové.

## Medailisté
| Medaile | Jméno                                               | Sport              | Disciplína               |
| ------- | --------------------------------------------------- | ------------------ | ------------------------ |
| Zlato   | Hubert Strolz                                       | Alpské lyžování    | kombinace - muži         |
| Zlato   | Anita Wachterová                                    | Alpské lyžování    | kombinace - ženy         |
| Zlato   | Sigrid Wolfová                                      | Alpské lyžování    | super G - ženy           |
| Stříbro | Bernhard Gstrein                                    | Alpské lyžování    | kombinace - muži         |
| Stříbro | Hubert Strolz                                       | Alpské lyžování    | obří slalom - muži       |
| Stříbro | Helmut Mayer                                        | Alpské lyžování    | super G - muži           |
| Stříbro | Klaus Sulzenbacher                                  | Severská kombinace | jednotlivci - muži       |
| Stříbro | Michael Hadschieff                                  | Rychlobruslení     | 10 000 m - muži          |
| Bronz   | Hansjörg Aschenwald Günther Csar Klaus Sulzenbacher | Severská kombinace | štafeta 3 x 10 km - muži |
| Bronz   | Michael Hadschieff                                  | Rychlobruslení     | 1 500 m - muži           |